# Ulindi
Ulindi est une rivière du Sud-kivu et du Maniema en République démocratique du Congo. Elle prend sa source à Niakundulu.
Elle est la plus longue rivière du Sud-Kivu et se jette dans le fleuve Congo au Maniema.